# Курт Йосс
Курт Йосс (12 січня 1901, Аален, Німеччина — 22 травня 1979, Гайльбронн, ФРН) — німецький артист балету, балетмейстер і педагог, що поєднав у своїй творчості класичний балет і театр; він також широко відомий як засновник театру танцю (нім. Tanztheater). Йосс створив кілька балетних труп, найвідомішою з яких стала Tanztheater Folkwang в Ессені.
З юного віку Йосс цікавився співом, акторством і образотворчим мистецтвом; він також грав на фортеп'яно і був захоплений фотографією. У 1919—1921 роках навчався в музичній школі в Штутгарті. Почав свою кар'єру в 1920-х роках, з 1921 по 1924 рік танцював провідні партії в балетах Рудольфа фон Лабана (який був педагогом балету і розробником теорії танцю) в театрах Мангайма і Гамбурга, після чого покинув його і заснував власну балетну трупу Die Neue Tanzbühne спільно з іншими діячами мистецтва, серед яких був композитор-єврей Фріц Коен, з яким Йосс працював над багатьма своїми відомими творами. У 1924—1925 роках був балетмейстером державного театру в Мюнстері, в 1930—1933 роках балетмейстером Ессенського муніципального театру. Незважаючи на відхід від Лабана, Йосс прагнув розвивати його систему танцю, використовуючи стилі сучасного танцю; основу його поглядів, так звану «еукінетіку», становило переконання, що хореографія і музична композиція повинні розвиватися разом, щоб дати вираз драматичної ідеї в єдиності стилю і форми. У 1925 році Йосс і Сіґурд Лідер відкрили нову школу танцю під назвою Akademie für Westfälische Bewegung, Sprache und Musik, в 1926 році вирушили в Париж для вивчення класичного балету з російською балериною Любов'ю Єгоровою.
У 1927 році балет Йосса «Танець смерті» був критикований за надмірний авангардизм, що призвело до змін в програмі і персоналі Мюнстерського театру, в зв'язку з чим багато колег покинули Йосса. Сам Йосс в тому ж році переїхав до Westfälische Akademie в Ессені, де заснував трупу Folkwang Schule.
Йосс не любив безсюжетні танці і вважав за краще в своїй творчості звертатися до тем, які торкаються моральних і навіть політичні питань, що було для балету того часу абсолютною новизною; він одним з перших зробив спробу об'єднати сучасний танець з технікою класичного танцю і небалетною пантомімою. Його найважливіша хореографічна робота, балет «Зелений стіл» (1932), виграла перший приз на міжнародному конкурсі хореографів у Парижі 1932 року. Балет відрізнявся сильною антимілітаристською спрямованістю.
1933 року Йосс був змушений тікати з Німеччини, коли нацисти попросили його звільнити євреїв з його трупи, а він відмовився. Разом з багатьма своїми колегами він сховався в Голландії до переселення в Англію. Після гастролей в Європі і Америці Йосс і Лідер відкрили школу в Дартінгтон-Холл в Девоні. Йосс покинув Англію 1949 року і повернувся в Ессен, Німеччина, де продовжував викладати хореографію протягом 19 років. Він вийшов у відставку в 1968 році і помер через 11 років в 1979 році від травм, отриманих в автомобільній аварії.
У числі його учнів була Еріка Ганка.